# Anilios leptosoma
Anilios leptosoma är en ormart som beskrevs av Robb 1972. Anilios leptosoma ingår i släktet Anilios och familjen maskormar. Inga underarter finns listade i Catalogue of Life.
Denna orm förekommer i Australien i delstaten Western Australia. Honor lägger ägg. Individerna blir ungefär 400 mm långa. Kroppsfärgen är brun med inslag av lila och undersidan är lite ljusare.